# Garçon d'honneur (film)
Pour les articles homonymes, voir Garçon d'honneur.
« The Wedding Banquet » redirige ici.  Pour le remake, voir The Wedding Banquet (film, 2025).
Pour plus de détails, voir Fiche technique et Distribution.
Garçon d'honneur (喜宴, Xi yan) est un film américano-taïwanais d'Ang Lee, sorti en 1993.

## Synopsis
Installé à New York depuis plusieurs années, Wai-Tung vit heureux avec Simon. Restés à Taïwan, ses parents s'inquiètent de son célibat prolongé et lui offrent régulièrement les services d'une agence matrimoniale locale.
Pour faire cesser cela, il annonce son mariage avec Wei-Wei, immigrée chinoise, artiste qui loue le grenier d'un immeuble dont Wai-Tung est propriétaire. Mais ses parents décident de venir aux États-Unis pour rencontrer leur belle-fille malgré la santé fragile du père. Les cinq personnes se retrouvent à habiter ensemble chez Simon.

## Fiche technique
Sauf indication contraire, les informations mentionnées dans cette section peuvent être confirmées par la base de données cinématographiques IMDb,  présente dans la section « Liens externes ».
- Titre mandarin : 喜宴 (en pinyin : Xǐyàn ; Wade-Giles: Hsi yen)
- Titre anglophone : The Wedding Banquet
- Titre français : Garçon d'honneur
- Réalisation : Ang Lee
- Scénario : Ang Lee, Neil Peng, James Schamus
- Photographie : Lin Jong
- Montage : Tim Squyres
- Production : Ang Lee, Ted Hope (en), James Schamus
- Sociétés de production : Ang Lee Productions, Central Motion Pictures et Good Machine
- Distribution : Samuel Goldwyn Company (États-Unis), UGC Distribution (France)
- Langues originales : mandarin, anglais
- Pays de production :  États-Unis,  Taïwan
- Genre : comédie dramatique
- Budget : N/A
- Dates de sortie[1] : 
  - Allemagne : février 1993 (Berlinale 1993)
  - États-Unis : 4 août 1993
  - France : 6 octobre 1993

## Distribution
- Winston Chao : Wai-Tung Gao
- Mitchell Lichtenstein : Simon
- May Chin (VF : Fatiha Chriette) : Wei-Wei
- Lung Sihung : Monsieur Gao, le père de Wai-Tung, général à la retraite
- Gua Ah Lei : Madame Gao, la mère de Wai-Tung
- Dion Birney : Andrew
- Hsu Yung-Teh : Bob Law
- Neal Huff : Steve
- Eddie Johns : Haskell
- Chih Kuan : Granny Tien
- Dean Li : le directeur Wang
- John Nathan : Joe
- Tien Pien : le vieux Chen
- Marny Pocato : Miriam
- Patricia Sullivan : Mariane
- Vabessa Yang : Mao
- Yao Pei-de : Egg Head
- Paul Chen : un invité
- Chou Chung-Wei : un cuisinier
- Wei Chung : un invité
- Fu Ho-Mean : un invité
- Michael Gaston : l'officier d'état-civil

## Distinctions
- Ours d'or à la Berlinale 1993 (exæquo avec Les Femmes du lac des âmes parfumées)
- Prix des critiques au festival du cinéma américain de Deauville 1993
- Meilleur film au Festival Asie-Pacifique 1992
- Nomination à l'Oscar du meilleur film en langue étrangère aux Oscars 1994
- Nomination au Golden Globe du meilleur film en langue étrangère aux Golden Globes 1994

## Description
(juin 2024).
- Si vous ne connaissez pas le sujet, laissez ce bandeau (vous pouvez alors contacter les auteurs).
- Si vous supprimez le contenu mis en cause (vous pouvez préalablement contacter les auteurs),

argumentez précisément cette suppression dans la page de discussion
(un manque de référence n'est pas un argument ; une recherche réelle de référence doit avoir été effectuée, être formellement documentée).
Garçon d'honneur est un film avant-gardiste des années 90 qui explore avec profondeur des thèmes tels que l'identité, le conflit interculturel, et la tension entre tradition et modernité. L'auteur met en lumière les spécificités culturelles taïwanaises, telles que l'importance de la descendance et le respect filial, des valeurs fortement influencées par Confucius, ainsi que l'importance des rituels de mariage. Ces éléments sont d'autant plus mis en évidence par le choc culturel manifeste entre différentes cultures représentées dans le film :
- Taïwan, à travers Wai-Tung, sa famille et les invités du banquet
- Chine, représentée par Wei-Wei
- États-Unis, à travers l'environnement de Manhattan
- Israël (Pays le plus concentré en personne de religion juive), représenté par Simon.

Le film utilise subtilement la communication non verbale, notamment à travers les échanges de regards entre les personnages, la proximité physique variable entre Simon et Wai-Tung selon qu'ils se trouvent en présence des parents ou seuls, ainsi que par l'emploi symbolique d'objets. Un exemple marquant est le "hongbao" (enveloppe rouge) que le père de Wai-Tung offre à Simon, signifiant son acceptation de leur relation.
En conclusion, Garçon d'honneur ne se contente pas de divertir ; il porte aussi un message social et culturel significatif. En effet, il a contribué aux progrès des droits LGBTQ+ à Taïwan, premier pays d'Asie ayant légalisé le mariage homosexuel en 2019. Ce film reste un jalon important dans la représentation des conflits interculturels et des questions LGBTQ+ au cinéma.

## Remake
Un remake est prévu pour 2025.